# Дети шпионов 2: Остров несбывшихся надежд
«Дети шпионов 2: Остров несбывшихся надежд» (англ. Spy Kids 2: Island of Lost Dreams) — американский шпионский комедийный боевик 2002 года, режиссёра, сценариста, оператора и монтажёра Роберт Родригес. Родригес также был продюсером с Элисабет Авельян. В главных ролях Антонио Бандерас, Карла Гуджино, Алекса Вега, Дэрил Сабара, Майк Джадж, Рикардо Монтальбан, Холланд Тейлор, Кристофер Макдональд и Стив Бушеми.
Это второй фильм серии Дети шпионов, которая началась с одноимённого фильма. Премьера фильма состоялась в китайском театре TCL в Голливуде 28 июля 2002 года. В кинотеатрах премьера состоялась 7 августа компанией Dimension Films. Фильм получил в основном положительные отзывы от критиков и заработал более 119 миллионов долларов по всему миру.

## Сюжет
Кармен и Джуни Кортес стали профессиональными агентами ОСС (Организация Супер Шпионов) (англ. OSS, Organization of Super Spies) и частью нового подразделения в составе организации - "Дети-шпионы". 
Во время визита дочери президента США Александры в неординарный парк развлечений Динки Винкса на одном из аттракционов, в котором находилась девочка, происходит ЧП: карусель неожиданно останавливается в нестабильном состоянии, и агенты секретной службы вызывают Кармен и Джуни вызволить VIP-персону. К операции в качестве "страховки" присоединяются Гэри и Герти Гигглзы, дети спасённого Кортесами когда-то агента ОСС Доннагона Гигглза. Выясняется, что Александра сама создала проблему, чтобы обратить на себя внимание отца, более того, выкрала экспериментальный прибор "трансмукер". Совместными усилиями дочь президента и прибор удаётся спасти, инцидент частично замалчивают, но Кармен и Джуни недовольны, ведь по факту проиграли конкурирующим агентам.
Вечером на празднике, посвященном выборам нового главы ОСС, президент объявляет директором организации Доннагона Гигглза, что вызывает недовольство как у младших Кортесов (спасение дочери президента приписали Гигглзам, а так же повысили их в ранге в организации), так и их родителей (Грегорио Кортес был ожидаемой кандидатурой на пост главы агентства). Внезапно все старшие агенты, включая президента и его охранников, засыпают под действием снотворного, а обслуживающий персонал ("магнитоголовые") пытается выкрасть "трансмукер". Несмотря на сопротивление детей-шпионов, похитителям удаётся скрыться, а Гэри обвиняет перед всеми проснувшимися родителями Джуни в том, что тот из тщеславия упустил прибор.
После увольнения Джуни Кармен предлагает брату самим, не дожидаясь решения руководства ОСС, найти "трансмукер" и восстановить честное имя Джуни. С помощью его карманного робота-помощника ребятам удается присвоить высокоранговое задание по поиску заветного устройства, отправив Гэри и Герти в другое место. 
Уже по прибытии к предполагаемому местоположению "трасмукера" дети-шпионы сталкиваются с проблемой: всё электронное оборудование, взятое ими с собой, отключается, а на горизонте показывается остров, которого нет на картах. Обследуя остров, ребята находят учёного-генетика по имени Ромеро, который использовал остров в качестве базы для экспериментов по уменьшению животных и созданию из них гибридов. Так же учёный, ставший трусливым отшельником после самопровозглашенного провала эксперимента, рассказывает, почему остров невозможно засечь даже со спутника: вся территория закрыта невидимым маскирующим куполом, отключающим всю электронику в округе. Догадавшись по описанным свойствам, что купол создаёт "трансмукер" (гораздо более мощный по сравнению с выкраденным у президента), Кармен и Джуни вскоре узнают о прибытии Гэри и Гэрти, обнаруживших обман. С помощью Ромеро дети решают независимо друг от друга найти новый "трансмукер", преследуя при этом разные цели: Гигглзы хотят передать устройство отцу, оправдывая это общим благом, а Кортесы, подозревая Доннагона в намерении захватить мир, собираются уничтожить прибор. 
Ситуация накаляется. В процессе поисков Кармен и Джуни оказываются разделены, а на остров спешат старшие Кортесы вместе с родителями Ингрид - Валентином и Хельгой Авеллан (с которыми Грегорио не в ладах). Достигнув наконец "трансмукера", дети отключают его и вместе с прибором устремляются на берег, где их находят родители. Выясняется, что "магнитоголовые", похитившие прототип устройства у президента США, работают на Доннагона Гигглза, а задание по поиску "трансмукера" было лишь поводом собрать всех Кортесов и уничтожить как помеху в планах по захвату мирового господства. Отцы семейства сходятся в дуэли, чтобы решить всё "по-старинке", но тут выясняется, что Герти, не соглашаясь с планами отца, с помощью выкраденных инструкций Ромеро перепрограммировала прибор на самоуничтожение. Задумка старшего Гигглза терпит полный крах, а прибывший президент США передает полномочия главы ОСС Грегорио Кортесу, которого Авелланы начали уважать за попытку защитить их. Джуни отказывается от предложения вернуться в агентство и вместе с семьёй летит домой, получив в подарок от Ромеро, который набрался смелости и признал успех эксперимента, миниатюрного мутанта взамен уничтоженного карманного робота.
Перед финальными титрами Кармен при поддержке брата и дяди Мачете с успехом выступает с сольной песней на молодежном концерте.

## В ролях
| Актёр              | Роль                       |
| ------------------ | -------------------------- |
| Дэрил Сабара       | Джуни Кортес               |
| Алекса Вега        | Кармен Кортес              |
| Антонио Бандерас   | Грегорио Кортес            |
| Карла Гуджино      | Ингред Кортес              |
| Дэнни Трехо        | Исидор «Мачете» Кортес     |
| Рикардо Монтальбан | Валентин Авеллан (Дедушка) |
| Холланд Тэйлор     | Хельга Авеллан (Бабушка)   |
| Майк Джадж         | Доннагон Гигглс            |
| Мэтт O’Лири        | Гэри Гигглс                |
| Эмили Осмент       | Герти Гигглс               |
| Стив Бушеми        | Ромеро                     |
| Чич Марин          | Феликс Гамм                |
| Алан Камминг       | Феган Флуп                 |
| Тони Шалуб         | Александр Миньон           |
| Тейлор Момсен      | Александра                 |
| Билл Пэкстон       | Динки Винкс                |